# Bayfield (Colorado)
Bayfield è un centro abitato (town) degli Stati Uniti d'America, situato nella contea di La Plata dello Stato del Colorado. Nel censimento del 2000 la popolazione era di 1.549 abitanti.

## Geografia fisica
Secondo i rilevamenti dell'United States Census Bureau, Bayfield si estende su una superficie di 2,8 km².